# Daraim
Daraim (Darayim) é uma cidade do Afeganistão, localizada na província de Badaquexão.